# 아사다 다이키
아사다 다이키(일본어: 浅田 大樹, 1989년 4월 5일 ~ )는 일본의 전 축구 선수이다.

## 구단 경력
그는 2014년부터 2020년까지 J리그의 FC 류큐, 후지에다 MYFC에서 활동하였다.